# Illice dorsimacula
Illice dorsimacula là một loài bướm đêm thuộc phân họ Arctiinae, họ Erebidae.